# لوثر ك. كارتر
لوثر ك. كارتر (بالإنجليزية: Luther C. Carter)‏ هو سياسي أمريكي، ولد في 25 فبراير 1805 في الولايات المتحدة، وتوفي في 3 يناير 1875 في نيويورك في الولايات المتحدة. حزبياً، نشط في الحزب الجمهوري. وقد انتخب عضو مجلس النواب الأمريكي.